# Jan Śnieżyński
Jan Śnieżyński (ur. 5 kwietnia 1936 w Grębowie, zm. 8 lipca 1982 w Lublinie) – polski farmaceuta, dyrektor zakładów Polfa w Lublinie.
Ukończył studia magisterskie z zakresu farmacji. Jest współautorem jednego patentu. Kierował zakładami Polfa w Lublinie, wsparł budowę domów dla ich pracowników. Jego imieniem nazwano ulicę na Konstantynowie, przy których one stoją.